# Formica fukaii
Formica fukaii är en myrart som beskrevs av Wheeler 1914. Formica fukaii ingår i släktet Formica och familjen myror. Inga underarter finns listade i Catalogue of Life.